# Інвернесс (Іллінойс)
Інвернесс (англ. Inverness) — селище (англ. village) в США, в окрузі Кук штату Іллінойс. Населення — 7616 осіб (2020).

## Географія
Інвернесс розташований за координатами 42°6′54″ пн. ш. 88°6′3″ зх. д. / 42.11500° пн. ш. 88.10083° зх. д. (42.115136, -88.100894).  За даними Бюро перепису населення США в 2010 році селище мало площу 17,36 км², з яких 16,93 км² — суходіл та 0,42 км² — водойми.

## Демографія
Згідно з переписом 2010 року, у селищі мешкало 7399 осіб у 2706 домогосподарствах у складі 2269 родин. Густота населення становила 426 осіб/км².  Було 2849 помешкань (164/км²).
Расовий склад населення:
| - 86,7 % — білих - 11,2 % — азіатів - 0,5 % — чорних або афроамериканців |

До двох чи більше рас належало 1,4 %. Частка іспаномовних становила 2,4 % від усіх жителів.
За віковим діапазоном населення розподілялося таким чином: 22,0 % — особи молодші 18 років, 57,8 % — особи у віці 18—64 років, 20,2 % — особи у віці 65 років та старші. Медіана віку мешканця становила 49,7 року. На 100 осіб жіночої статі у селищі припадало 100,0 чоловіків;  на 100 жінок у віці від 18 років та старших — 95,1 чоловіків також старших 18 років.
Середній дохід на одне домашнє господарство  становив 251 657 доларів США (медіана — 161 838), а середній дохід на одну сім'ю — 276 426 доларів (медіана — 185 667). Медіана доходів становила 143 478 доларів для чоловіків та 66 655 доларів для жінок. За межею бідності перебувало 0,2 % осіб, у тому числі 0,0 % дітей у віці до 18 років та 0,0 % осіб у віці 65 років та старших.
Цивільне працевлаштоване населення становило 3296 осіб. Основні галузі зайнятості: науковці, спеціалісти, менеджери — 20,5 %, виробництво — 15,9 %, освіта, охорона здоров'я та соціальна допомога — 15,3 %.